# 库拉尔-迪西马
库拉尔-迪西马是巴西帕拉伊巴州的一个市镇。总面积85.096平方公里，总人口5662人，人口密度66.5人/平方公里。